# Bloomington Flex
I Bloomington Flex sono una società di pallacanestro statunitense con sede a Bloomington, nell'Illinois.
Nacquero nel 2012 come Central Illinois Drive. Nella prima stagione nella PBL vinsero il titolo, battendo in finale i Rochester Razorsharks. La stagione seguente, dopo il cambio di denominazione, vinsero di nuovo il campionato, battendo sempre i Razorsharks. Nel 2014, dopo aver terminato la regular season con un record di 18-0, vennero squalificati dalla lega, dopo un disaccordo su date e sedi delle gare di play-off. Nel 2015 si trasferirono nella MPBA.

## Stagioni
| Stagione | Lega | Denominazione          | V  | P | %     | Piazzamento | Play-off     |
| -------- | ---- | ---------------------- | -- | - | ----- | ----------- | ------------ |
| 2012     | PBL  | Central Illinois Drive | 18 | 1 | 94,7  | 1º          | Campioni     |
| 2013     | PBL  | Bloomington Flex       |    |   |       | 1º          | Campioni     |
| 2014     | PBL  | Bloomington Flex       | 18 | 0 | 100,0 | 1º          | squalificati |
| 2015     | MPBA | Bloomington Flex       | 16 | 4 | 80,0  | 2º          | Semifinale   |